# Mu Orionis
Mu Orionis (61 Orionis) é uma estrela na direção da constelação de Orion. Possui uma ascensão reta de 06h 02m 22.99s e uma declinação de +09° 38′ 50.5″. Sua magnitude aparente é igual a 4.12. Considerando sua distância de 152 anos-luz em relação à Terra, sua magnitude absoluta é igual a 0.49. Pertence à classe espectral Am....